# John Percival (Botaniker)
John Percival (* 3. April 1863 in Carperby, Wensleydale, Yorkshire, England; † 26. Januar 1949 in Mortimer, Berkshire, England) war ein britischer Agrarbotaniker. Sein Hauptinteresse galt dem Weizen, worüber er 1921 die Monografie The Wheat Plant veröffentlichte, die zu den Standardwerken der Agrarbotanik zählt. Sein offizielles botanisches Autorenkürzel lautet „Percival“.

## Leben
Percival wurde als Sohn eines Landarbeiters im Dorf Carperby in der Landschaft Wensleydale in der Grafschaft Yorkshire geboren. Nach der Absolvierung der Dorfschule arbeitete er für einige Jahre in Spence’s Glassworks in York. 1884 bekam Percival die Möglichkeit am St John’s College der University of Cambridge zu studieren, wo er den Botaniker Sydney Howard Vines (1849–1934) kennenlernte, der einen starken Einfluss auf ihn ausübte. 1887 absolvierte er Teil 1 des naturwissenschaftlichen Tripos mit besonderer Auszeichnung, 1888 den zweiten Teil, womit er den Master of Arts erlangte. In seinem letzten Studienjahr veröffentlichte Percival einen Beitrag für The Flora of Wensleydale, in dem er 653 Arten und Unterarten listete. Alle, bis auf zehn Taxa, wurden von ihm selbst gesammelt und herbarisiert. 
1891 wurde Percival Demonstrator an den Chemielaboratorien der University of Cambridge. Für drei Jahre dozierte er über landwirtschaftliche Themen, darunter über Pflanzenkrankheiten oder über die Chemie und Botanik in Zusammenhang mit der Landwirtschaft von Züchtern in Surrey und Sussex. 1893 wurde er zum Mitglied der Linnean Society of London (FLS) gewählt. 1894 wurde er zum Professor für Botanik am South-Eastern Agricultural College in Wye ernannt, wo er bis 1902 verblieb. Anschließend wurde er Leiter der landwirtschaftlichen Abteilung des University College, Reading. 1907 wurde er zum Professor für Landwirtschaft ernannt. Von 1912 bis 1932 war er der erste Professor auf dem Lehrstuhl für Agrarbotanik am University College, Reading. Bei Reading gründete er ein lebendes Museum, in dem er nahezu 2.000 Weizensorten aus aller Welt kultivierte. Die Samen säte er jedes zweite Jahr. Von 1926 bis 1927 war er Vizepräsident der Linnean Society of London.
Percival war ein produktiver Autor, der Beiträge in vielen wissenschaftlichen Zeitschriften veröffentlichte. Im Jahr 1900 erschien der erste Band seines Werkes Agricultural Botany, von dem sieben weitere folgten. Es gilt als erstes englischsprachiges Lehrbuch im Bereich der Agrarbotanik und wurde in mehrere Sprachen übersetzt. Im Jahr 1902 veröffentlichte Percival eine Arbeit über die Physiologie der Calciumoxalatbildung in den Sämlingen des Schweden-Klees sowie eine kurze wissenschaftliche Ausführung über den Kausalzusammenhang zwischen dem Violetten Knorpelschichtpilz und der Silberblatt-Krankheit, ein Problem, das später von Frederick Tom Brooks (1882–1952) erfolgreich behandelt wurde. 
Percivals wichtigstes Werk ist The Wheat Plant aus dem Jahr 1921, das zu den Standardwerken der landwirtschaftlichen Fachliteratur im 20. Jahrhundert gehört. Für dieses Buch, das in zwei Teile gegliedert ist, studierte er eine Sammlung von vielen tausend verschiedenen Weizensorten aus aller Welt. 
Weitere von Percival veröffentlichte Werke sind Agricultural Bacteriology und Wheat in Great Britain. Bis wenige Monate vor seinem Tod beschäftigte er sich mit Samen und Keimung.